# Pierre Didier (homme politique)
Pour les articles homonymes, voir Pierre Didier et Didier.
Pierre Didier, né le 12 janvier 1920 à Romans-sur-Isère où il est mort le 10 mars 1977, est un homme politique français.

## Biographie
Fils d'un ingénieur centralien, Pierre Didier suit des études de droit à Lyon, puis Grenoble, et passe par l'école libre des sciences politiques.
En 1951, il entame une carrière d'agent d'assurances à Romans, sa ville natale.
Deux ans plus tard, il entre en politique en étant élu conseiller municipal, et maire-adjoint de Romans, avant d'accéder au fauteuil de maire en 1956. Il sera ensuite constamment réélu dans cette fonction jusqu'à sa mort.
En 1959, il se présente aux législatives lors de la partielle organisée en février et mars à la suite de l'invalidation de l'élection d'Henri Durand. Candidat sans soutien d'aucun parti, il ne parvient pas à empêcher la réélection du sortant.
Il prend sa revanche en 1962. Se présentant comme « républicain indépendant » mais aussi « apolitique », soutenant le gouvernement Pompidou contre Durand, soutenu par le CNI, il est élu avec 46,3 % des voix, à la faveur d'une triangulaire l'opposant au sortant et au candidat communiste.
À l'assemblée, il s'apparente au groupe gaulliste UNR-UDT, plutôt qu'à celui des Républicains indépendants.
Son action comme député est surtout marquée par sa fonction rapporteur du projet de loi sur la modification du code du travail des TOM, qui crée notamment des indemnités de sujétions spéciales pour certains salariés de l'outre-mer.
Par ses votes, il soutient sans désaccord majeur la politique du gouvernement.
Elu conseiller général de la Drôme, dans le canton de Romans, en 1964, il ne siège à l'assemblée départementale que pour un seul mandat.
En 1967, il se représente aux législatives, mais est battu au second tour, avec 49,4 % des voix, contre un jeune journaliste nouveau venu en politique, Georges Fillioud.
Par la suite, il ne parvient pas à retrouver son siège : en 1968, il est devancé au premier tour par Gérard Sibeud, son ancien suppléant, soutenu par l'UDR, pour qui il se désiste, assurant ainsi son élection. En 1973, arrivé au second tour, il n'obtient que 47,3 % des voix tandis que Georges Fillioud retrouve l'assemblée nationale.
Il se consacre alors à son activité municipale, et meurt en cours de mandat, à l'âge de 57 ans.